# Canton de Valenciennes
Le canton de Valenciennes est une circonscription électorale française du département du Nord créée par le décret du 17 février 2014. Il tient lieu de circonscription d'élection des conseillers départementaux et entre en vigueur lors des élections départementales de 2015.

## Histoire
Un nouveau découpage territorial du département du Nord entre en vigueur à l'occasion des premières élections départementales suivant le décret du 17 février 2014. Les conseillers départementaux sont, à compter de ces élections, élus au scrutin majoritaire binominal mixte. Les électeurs de chaque canton élisent au Conseil départemental, nouvelle appellation du Conseil général, deux membres de sexe différent, qui se présentent en binôme de candidats. Les conseillers départementaux sont élus pour 6 ans au scrutin binominal majoritaire à deux tours, l'accès au second tour nécessitant 12,5 % des inscrits au 1er tour. En outre la totalité des conseillers départementaux est renouvelée. Ce nouveau mode de scrutin nécessite un redécoupage des cantons dont le nombre est divisé par deux avec arrondi à l'unité impaire supérieure si ce nombre n'est pas entier impair, assorti de conditions de seuils minimaux. Dans le Nord, le nombre de cantons passe ainsi de 79 à 41.
Le canton de Valenciennes est formé de deux communes entières. Il est entièrement inclus dans l'arrondissement de Valenciennes. Le bureau centralisateur est situé à Valenciennes.

## Représentation
| Période élective | Période élective | Mandat | Mandat   | Identité            | Nuance | Nuance | Qualité |
| ---------------- | ---------------- | ------ | -------- | ------------------- | ------ | ------ | --- |
| 2015             | 2021             | 2015   | 2021     | Yves Dusart         |        | DVD    | Responsable de service logistique Maire de Saint-Saulve (2020 → ) Vice-président du conseil départemental du Nord (2018 → ) Vice-président de la CA Valenciennes Métropole (2020 → ) |
| 2015             | 2021             | 2015   | 2021     | Geneviève Mannarino |        | UDI    | Collaboratrice parlementaire Maire-adjointe de Valenciennes (2014 → 2020) Vice-présidente du conseil départemental du Nord (2015-2021) → )                                           |
| 2021             | 2028             | 2021   | en cours | Laurent Degallaix   |        | MR     | Cadre bancaire Maire de Valenciennes - Président de Valenciennes Métropole |
| 2021             | 2028             | 2021   | en cours | Valérie Létard      |        | UDI    | Assistante sociale Vice-Présidente du Sénat - Sénatrice du Nord |

### Résultats détaillés

#### Élections de mars 2015
À l'issue du 1er tour des élections départementales de 2015, deux binômes sont en ballottage : Yves Dusart et Geneviève Mannarino (Union de la Droite, 43,26 %) et Marc Calonne et Valérie Caudron (FN, 29,9 %). Le taux de participation est de 42,88 % (14 179 votants sur 33 065 inscrits) contre 46,81 % au niveau départemental et 50,17 % au niveau national.
Au second tour, Yves Dusart et Geneviève Mannarino (Union de la Droite) sont élus avec 66,12 % des suffrages exprimés et un taux de participation de 41,84 % (8 481 voix pour 13 833 votants et 33 065 inscrits).

#### Élections de juin 2021
Le premier tour des élections départementales de 2021 est marqué par un très faible taux de participation (33,26 % au niveau national). Dans le canton de Valenciennes, ce taux de participation est de 32,5 % (10 572 votants sur 32 527 inscrits) contre 30,39 % au niveau départemental. À l'issue de ce premier tour, deux binômes sont en ballottage : Laurent Degallaix et Valérie Letard (Union au centre et à droite, 36,98 %) et Yves Dusart et Geneviève Mannarino (Union à droite, 27,79 %).
Le second tour des élections est marqué une nouvelle fois par une abstention massive équivalente au premier tour. Les taux de participation sont de 34,36 % au niveau national, 31,01 % dans le département et 34,43 % dans le canton de Valenciennes. Laurent Degallaix et Valérie Letard (Union au centre et à droite) sont élus avec 52,17 % des suffrages exprimés (5 342 voix pour 11 199 votants et 32 531 inscrits),,.

## Composition
Le canton de Valenciennes comprend deux communes entières.
| Nom                                  | Code Insee | Intercommunalité          | Superficie (km2) | Population (dernière pop. légale) | Densité (hab./km2) | Modifier                                    |
| ------------------------------------ | ---------- | ------------------------- | ---------------- | --------------------------------- | ------------------ | ------------------------------------------- |
| Valenciennes (bureau centralisateur) | 59606      | CA Valenciennes Métropole | 13,82            | 42 979 (2022)                     | 3 110              | modifier les données · modifier les données |
| Saint-Saulve                         | 59544      | CA Valenciennes Métropole | 12,06            | 11 121 (2022)                     | 922                | modifier les données · modifier les données |
| Canton de Valenciennes               | 5939       |                           | 25,88            | 54 100 (2022)                     | 2 090              | modifier les données                        |

## Démographie
En 2022, le canton comptait 54 100 habitants, en évolution de −1,35 % par rapport à 2016 (Nord : +0,51 %, France hors Mayotte : +2,11 %).
| 2013   | 2018   | 2022   |
| ------ | ------ | ------ |
| 53 959 | 54 758 | 54 100 |